# تاکومی هاشیموتو
تاکومی هاشیموتو (انگلیسی: Takumi Hashimoto؛ زادهٔ ۵ ژانویهٔ ۱۹۸۹) بازیکن فوتبال اهل ژاپن است.